# Carl Johan Jägerskiöld
Carl Johan Jägerskiöld född 11 juni 1740 i Sääksmäki socken, död 18 februari 1814 var en svensk militär.

## Biografi
Jägerskiöld föddes den 11 juni 1740 i Sääksmäki socken. Han var son till häradshövdingen i Övre och Nedre Satakunda Carl Johan Jägerskiöld; han gifte 1787 i Helsingfors med Catharina Elisabet Gyllenbögel. Paret fick två döttrar.
Jägerskiöld blev student vid Åbo akademi 1754 innan han 1758 blev kadett vid artilleriet. Redan den 26 juni blev han sergeant. Han deltog därefter i Pommerska kriget, och han blev sårad den 18 september 1761 under Slaget vid Neuensund av en gevärskula samt blev tillfångatagen. Han kunde dock befria sig själv efter några timmar och kunde då ta med sig tre andra svenska fånga artillerister samt två preussiska grenadjärer som varit deras fångvaktare. För detta blev han den 25 september utnämnd till underlöjtnant samt fick kunglig fullmakt för befattningen 1764. Den 23 augusti 1773 blev han löjtnant och den 28 november 1782 kapten. Då Artilleriregementet delas i fyra nya regementet utnämndes han till major vid det Finska artilleriregementet den 23 juni 1794. Han erhöll slutligt överstelöjtnants avsked den 9 september 1799. Han avled den 18 februari 1814 på Bodoms gård i Esbo.

## Utmärkelser
- Riddare av Svärdsorden - 1 november 1797